# Avoyelles Parish
Avoyelles Parish is een parish in de Amerikaanse staat Louisiana.
De parish heeft een landoppervlakte van 2.156 km² en telt 41.481 inwoners (volkstelling 2000). De hoofdplaats is Marksville. Ze grenst in het westen aan Evangeline Parish en Rapides Parish, in het noorden aan La Salle Parish en Catahoula Parish, in het oosten aan Concordia Parish en Pointe Coupee Parish en in het zuiden aan St. Landry Parish. Het is een van de 22 parishes die samen Acadiana of Cajun Country vormen.